# Städtische Galerie Karlsruhe

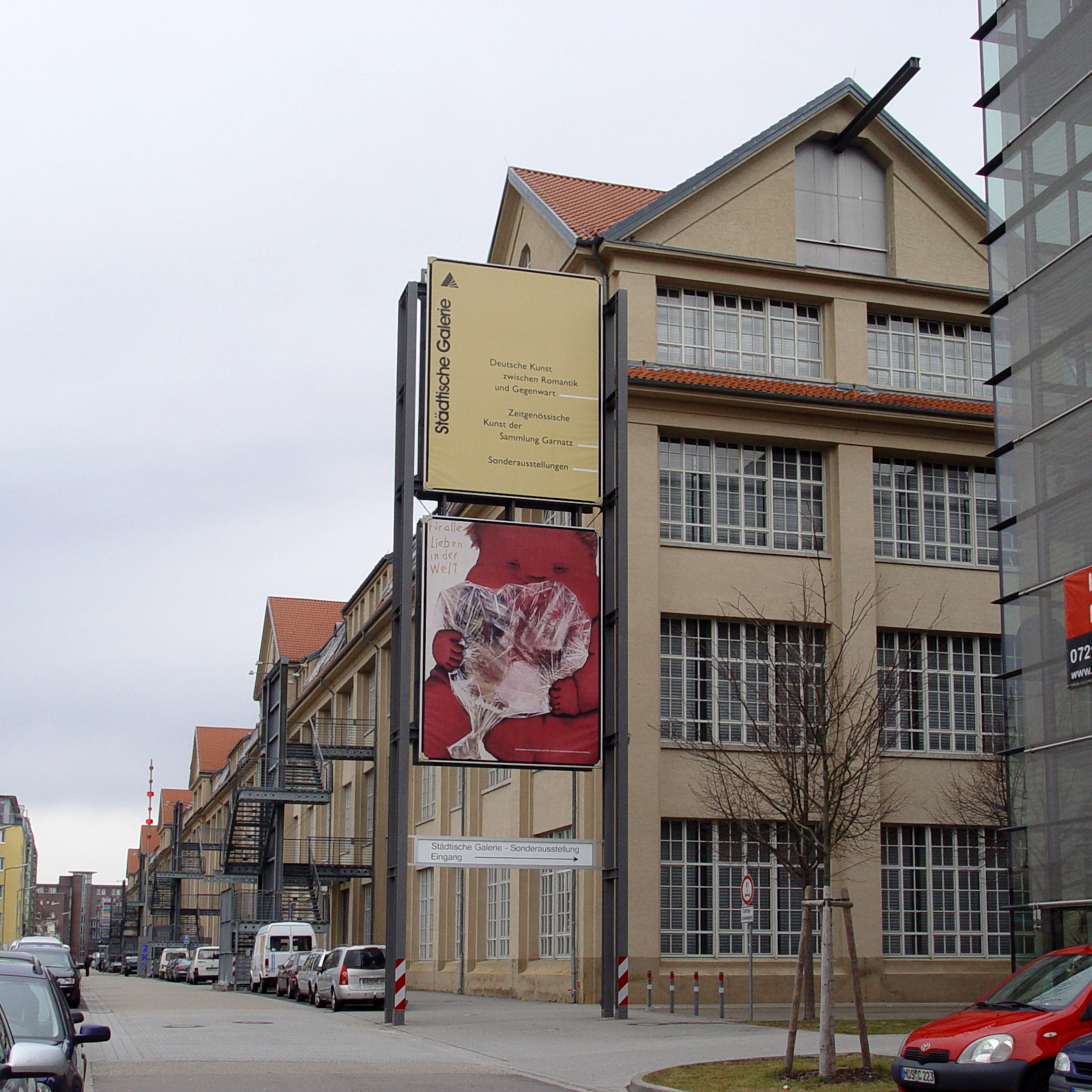
Der Hallenbau mit dem Sitz der Städtischen Galerie Karlsruhe, im Februar 2006

Die Städtische Galerie Karlsruhe ist ein Kunstmuseum der Stadt Karlsruhe. Sie nimmt den südlichsten von zehn Lichthöfen des großen Hallenbaus ein, der auch das Zentrum für Kunst und Medientechnologie (ZKM) beherbergt. Schwerpunkte der Sammlung sind die deutsche Kunst nach 1945 sowie Absolventen und Lehrer der Staatlichen Akademie der Bildenden Künste Karlsruhe. In der Dauerausstellung werden neben im Besitz der Stadt Karlsruhe befindlichen Kunstwerken auch Leihgaben aus Privatbesitz gezeigt. Daneben finden Sonderausstellungen statt. Leiterin der Galerie war von 2008 bis Ende 2020
die promovierte Kunsthistorikerin Brigitte Baumstark. Seit 1. Februar 2021 ist die Kunsthistorikerin Stefanie Patruno Direktorin.

## Geschichte
Die Stadt Karlsruhe besaß bereits im 19. Jahrhundert eine Kunstsammlung. 1895 wurde im städtischen Haushalt erstmals ein Betrag für deren Inventarisierung und Ausbau eingestellt. Durch Schenkungen und Ankäufe privater Sammlungen konnte der Bestand erweitert werden. Da die Stadt zunächst über kein geeignetes Ausstellungsgebäude verfügte, wurden die Kunstwerke unter anderem an die Staatliche Kunsthalle verliehen und in städtischen Amtsgebäuden aufgehängt. Erst 1981 erhielt die Sammlung eigene Räume im Prinz-Max-Palais. Bis 1997 fanden über 60 Sonderausstellungen in der Städtischen Galerie im Prinz-Max-Palais statt. 1997 folgte der Umzug in die größeren Räume des Lichthofs 10 im Hallenbau A einer 1915 errichteten ehemaligen Munitionsfabrik an der Lorenzstraße. Der über 300 Meter lange Komplex wurde umgebaut, um neben dem ZKM und der Galerie auch das Museum für Neue Kunst und die Staatliche Hochschule für Gestaltung Karlsruhe aufzunehmen.

## Sammlung
Die Galerie besitzt eine bedeutende Sammlung an Meisterwerken der Druckgraphik (Kupferstiche und Radierungen) deutscher, französischer, italienischer und niederländischer Künstler des 15. bis 18. Jahrhunderts. Es handelt sich insbesondere um die Sammlung des Karlsruher Juristen Ferdinand Siegel (1783–1877), die 1896 als Geschenk der Erben in den Besitz der Stadt Karlsruhe gelangte. Zu den vertretenen Künstlern zählen unter anderem Martin Schongauer, Albrecht Dürer, Jacques Callot, Claude Lorrain, Annibale Carracci, Canaletto, Anthonis van Dyck sowie Rembrandt van Rijn und aus dem 20. und 21. Jahrhundert HAP Grieshaber, Rudolf Schoofs, Shmuel Shapiro, Jörg Immendorff und Georg Baselitz.
Als Dauerleihgabe besitzt die Galerie die Sammlung des Ehepaars Ute und Eberhard Garnatz, darunter Werke und Werkkomplexe von Plastiken, Objekten, Papierarbeiten und Fotografien von Jörg Immendorff, Markus Lüpertz, Georg Baselitz, Per Kirkeby, Meuser, Günther Förg, Candida Höfer, Thomas Struth, Sigmar Polke, Rosemarie Trockel, A. R. Penck, Marlene Dumas, Anna und Bernhard Blume oder Bernd und Hilla Becher. Seit Oktober 1997 bilden die Exponate einen bedeutenden Teil der Dauerausstellung der Städtischen Galerie.
Zu den in der Galerie vertretenen Karlsruher Künstlern zählen auch Karl Hubbuch und Willi Müller-Hufschmid.

## Sonderausstellungen
- 1995: Frauen im Aufbruch? Künstlerinnen im deutschen Südwesten 1800–1945[3]
- 2005/2006: Die 20er Jahre in Karlsruhe mit Werken von Fritz Spannagel
- 2008/9: LichtBilder. Fotokunst von Man Ray und Sigmar Polke
- 2009/2010: Adolf Schroedter. Humor und Poesie im Biedermeier
- 2010: Der unaufhaltsame Aufstieg von Draufgängern und Flaschen. Studierende und Absolventen der Staatlichen Akademie der Bildenden Künste Karlsruhe
- 2010: Barbara Klemm. Retrospektive – Fotografien 1968–2008[4]
- 2010/2011: Venedig-Bilder in der deutschen Kunst des 19. Jahrhunderts
- 2011: Robert Curjel & Karl Moser. Ein Karlsruher Architekturbüro auf dem Weg in die Moderne
- 2011/2012: Kunst-Stoff. Textilien in der Kunst seit 1960
- 2012: Zeitgegenstände. Wolfgang Rihm im Rahmen der Europäischen Kulturtage 2012 Musik baut Europa
- 2012: Top 12. Meisterschüler der Staatlichen Akademie der Bildenden Künste Karlsruhe
- 2012/13: Natur und Poesie um 1900. Otto Modersohn, Paula Modersohn-Becker und Worpswede (in Zusammenarbeit mit dem Otto Modersohn Museum Fischerhude)
- 2013: Anna Kolodziejska: Von Dingen und Menschen
- 2013: Mona Breede – Die Außenwelt der Innenwelt
- 2013: Karl Hubbuch und das Neue Sehen – Die Karlsruher Kunstakademie und die Fotografie um 1930 (konzipiert und organisiert vom Münchner Stadtmuseum – Sammlung Fotografie)
- 2013/2014: Zeichen. Sprache. Bilder  Schrift in der Kunst seit 1960
- 2014: Kritische Beobachter. Karlsruher Realisten der 1970er Jahre im Kontext[5]
- 2014: Ohne Auftrag. pe wolf – Fotografie
- 2015/16: Kunstakademie Karlsruhe Franz Ackermann, Silvia Bächli, Stephan Balkenhol, John Bock, Ernst Caramelle, Tatjana Doll, Helmut Dorner, Marcel van Eeden, Erwin Gross, Axel Heil, Leni Hoffmann, Harald Klingelhöller, Kalin Lindena, Meuser, Claudia & Julia Müller, Daniel Roth, Marijke van Warmerdam, Corinne Wasmuht
- 2016: Friedrich Kallmorgen. Malerei zwischen Realismus und Impressionismus
- 2016: fotokunst aus der Sammlung
- 2016: Interview – Axel Philipp
- 2016/17: Karl Hubbuch – Der Zeichner
- 2016/17: Schwarzwald-Bilder. Kunst des 19. Jahrhunderts
- 2017: Skulpturen aus der Sammlung
- 2017: Gundula Bleckmann F O R M
- 2017: Otto Bartning (1883–1959). Architekt einer sozialen Moderne, kuratiert von Sandra Wagner-Conzelmann
- 2017/18: Mut zur Freiheit. Informel aus der Sammlung Anna und Dieter Grässlin im Dialog (in Kooperation mit dem Mittelrhein-Museum Koblenz)
- 2019: Paris, Paris! Karlsruher Künstler an der Seine 1850–1930
- 2019/20: Tradition und Aufbruch. Nachkriegskunst in Karlsruhe
- 2020: (Un)endliche Ressourcen?
- 2021: Verborgene Spuren. Jüdische Künstler*innen und Architekt*innen in Karlsruhe 1900–1950
- 2021/22: Hermann Landshoff. Porträt, Mode, Architektur. Fotografien 1930–1970, in Kooperation mit dem Münchener Stadtmuseum
- 2021: Peco Kawashima. Encounters. Hanna-Nagel-Preis 2020
- 2021/22: Elsa & Johanna. The Plural Life of Identity
- 2022: Laura Gaiser. Frucht Fleisch
- 2022: Kulturstipendium der Stadt Karlsruhe 2020 Ulrich Okujeni. Imaginary Island und Johanna Wagner. fool for a plant
- 2022/23: Drawing Rooms: Marcel van Eeden | Karl Hubbuch
- 2022/23: Helen Feifel. the body and its powers
- 2023: im Projektraum: Kunstpreis der Werner-Stober-Stiftung – Tenki Hiramatsu – Unendliche Zigarettenpause
- 2023: Ausstellungsreihe »zwischenräume«: Ulla von Brandenburg: It Has a Golden Sun and an Elderly Grey Moon
- 2024: Kunstpreis der Werner-Stober-Stiftung: Katarina Baumann. 100 Jahre ohne Gedächtnis
- 2024: UBIQ_un pezzolino da cielo. Leni Hoffmann. zwischenräume[6]
- 2024/25: Elliott Erwitt. Vintages
- 2024/25: Kubra Khademi. Bread, work, freedom
- 2025: gute aussichten. junge deutsche fotografie 2023/2024